# 交響曲第40番 (モーツァルト)
交響曲第40番 ト短調 K. 550 は、ヴォルフガング・アマデウス・モーツァルトが作曲した交響曲である。

## 概要
モーツァルトの作品の中でも有名なものの1つであり、モーツァルトの交響曲のうち短調のものはこの作品を含めてわずか2曲しかなく、その両方がト短調であるため、こちらを「大ト短調」、もう一方の交響曲第25番を「小ト短調」と呼ぶことがある。第40番はトランペットとティンパニが用いられていないほか、第25番とは全体の構成、調性の選択、移行の仕方など、かなり多くの点で類似が認められる。
1788年7月25日にウィーンで完成された。同年に作曲された第39番（6月26日）、第41番『ジュピター』（8月10日）とともに「3大交響曲」と呼ばれる。3曲とも作曲の目的や初演の正確な日時は不明であるが、モーツァルトは本作を除き（後述）、これらの曲の演奏を聴かずに世を去ったと推測されている。

## 初演
本作の初演に関する記録は残されていないが、モーツァルトの生前には演奏されていたと推測されている。それは、初稿のほかに、2本のクラリネットを含んだ木管のパートを追加した改訂版が残されているためであり、モーツァルトが実際に演奏する目的なしに曲を改訂するとは考えにくいためである。
また、第2楽章の一部に差し替え用の楽譜が残されている。この楽譜は1789年2月以前に書かれたことが分かっており、1788年の演奏会のために作られたと考えられる。
1789年のベルリン旅行と1790年のフランクフルト旅行では、モーツァルトが自分の交響曲の楽譜を携えていったことは確かである。
「1791年4月16日と17日、ウィーンの音楽家協会の演奏会でモーツァルト氏の新しい大交響曲がアントニオ・サリエリの指揮で演奏された」という史料が残っている。この大交響曲とは本作のことを指すものであろうと推測されている。

## 楽器編成
フルート1、オーボエ2、ファゴット2、ホルン2（変ロ管とト管、変ホ管）、ヴァイオリン2部、ヴィオラ、バス（チェロ、コントラバス）
初稿と改訂稿があり、後者にはクラリネット2本が追加されている。どちらで演奏するかは指揮者の裁量によるが、現在のところ、クラリネット入りの改訂稿で演奏されることのほうが多い。
ティンパニとトランペットを欠く。

## 曲の構成
- 第1楽章 モルト・アレグロ
ト短調、2分の2拍子、ソナタ形式。
ヴィオラの8分音符の和音の刻みに乗って次の第1主題で始まる。

- 第2楽章 アンダンテ
変ホ長調、8分の6拍子、ソナタ形式。

8分音符の同音6連という朴訥な第1主題がヴィオラから第2ヴァイオリン、第1ヴァイオリンへと重なりながら出る。
- 第3楽章 メヌエット (アレグレット) - トリオ
ト短調 - ト長調、4分の3拍子、複合三部形式。

主旋律が一般的な8小節単位の組み合わせではなく、各所で3小節単位となったり2小節単位になったりするため、変拍子的な印象を与える。ト長調のトリオはホルンの響きが象徴的な音楽。

- 第4楽章 フィナーレ：アレグロ・アッサイ
ト短調、2分の2拍子、ソナタ形式。

駆け上がる分散和音の前半と強奏の後半とでできた激しい第1主題で始まる。激しい経過部を経たのち定石通り平行調の変ロ長調で静かで優しい第2主題が出る。

展開部では第1主題の前半の動機が主に展開される。

## その他
- 自筆譜は、ヨハネス・ブラームスが生前所有していた。これは、ピアノ五重奏曲を献呈された返礼としてヘッセン方伯家の公子妃マリア・アンナから贈られたもの。現在ではウィーン楽友協会が所有している（ブラームスの遺贈）。2009年にスコア本編と追加のクラリネット、第2楽章の別ヴァージョンも収録したカラー・ファクシミリが刊行されており、楽友協会資料室のオット・ビーバが執筆した解説は英語、ドイツ語に加え小宮正安による日本語訳が掲載されている。
- インド・コルカタのハウラー駅（英語版）構内では、列車の発着のつど、第1楽章冒頭の主題が流されている。
- 陸運支局の自動車検査ラインの光軸検査ブースで、光軸テスターが稼働する際に注意喚起のため第1楽章冒頭の主題がリピートで流れるものがある。
- シャルル＝ヴァランタン・アルカンは、この曲の第3楽章をピアノ独奏用に編曲している。
- ハンス・ファン・ニーウコープとジャック・ファン・オールトメルセンは、この曲を4手オルガンに編曲して演奏している（CDはBISレーベル　BIS-CD-418）。
- 第1楽章に歌詞を付けたフレンチ・ポップスとして、シルヴィ・ヴァルタンの「哀しみのシンフォニー」（原題は Caro Mozart , 日本語に訳せば「親愛なるモーツァルト」 1972年3月25日リリース）が知られている (歌詞はイタリア語）。
- Microsoft Windows 95のサンプルMIDIファイルのひとつが、この交響曲の第1楽章であった。
- 小林秀雄がその代表作の一つ『モオツアルト』において、道頓堀でふと頭の中に響き渡った曲として楽譜を作中に引用しているのはこの曲の第4楽章である。
- 伊東温泉競輪場の発売締め切り告知BGM - 第1楽章冒頭の主題が流されている。
- 嵐が2017年10月18日に発売した16枚目のアルバム『「untitled」』の収録曲『「未完」』の間奏で、第1楽章がハ短調に移調の上サンプリングされている。
- 東武日光線南栗橋駅では、当駅から新栃木駅方面へ向かう下り普通列車がワンマン運転を開始したことに伴い、2020年6月6日のダイヤ改正より3・4番線ホームにワンマン運転向けの信号開通メロディを導入し、楽曲として本曲第1楽章冒頭の主題が使用されている。
- interfm及びJFN系列24局[4]で放送中の『Otona no Radio Alexandria』では、2022年10月以降、本曲をラテン音楽風にアレンジしたものが、11時台後半及び12時台のオープニング曲として使用されている[5][6]